# Sistema operacional do PlayStation 3
O PlayStation 3 System Software é o software e sistema operacional atualizáveis do PlayStation 3. O processo de atualização é quase idêntico ao do PSP. Cada atualização inclui todos os dados da atualização anterior (exceto para os recursos que foram relatados para ser removido).
O software pode ser atualizado através do download da atualização diretamente no PlayStation 3, baixando pelo web site Oficial do PlayStation local do usuário para um PC e utilizando um dispositivo de armazenamento USB para transferi-la para o PlayStation 3 ou instalando a atualização a partir de discos de jogos contendo os dados da atualização. O sistema operacional nativo do PlayStation 3 é chamado CellOS, o qual acredita-se ser uma derivação do projeto FreeBSD. O software da API de computação gráfica 3D utilizada no PlayStation 3 é LibGCM e PSGL, baseado em OpenGL ES e CG da Nvidia. O PlayStation 3 utiliza o XrossMediaBar (XMB) como sua interface gráfica do usuário.
As SKUs iniciais do PS3 slim foram enviadas com uma firmware única com novos recursos também vistos no software 3.00.
A versão mais recente do software é a 4.91, lançada em 27 de fevereiro de 2024

## Informações sobre a atualização do software
Devido a lançamentos regulares das atualizações do software do sistema, a maioria das vezes consoles recentemente adquiridos não possuirão a versão mais recente do software do sistema instalada. Entretanto, qualquer jogo que requer uma versão específica do software do sistema incluirá a atualização necessária no disco de jogo. Por exemplo, Ratchet & Clank Future: Tools of Destruction apresentava a v.1.94. Essa atualização foi disponibilizada apenas através deste jogo e a única função adicionada sobre as atualizações anteriores foi o suporte ao controlador DualShock 3, tendo em vista que este foi o primeiro jogo a suportar o controlador sem a necessidade de uma atualização do próprio jogo.

### Detalhes das atualizações
| CHAVE     | Alterações de configurações                                               | Alterações de disco                                                       | Alterações de dispositivo                                                                  | Alterações de jogos                                             | Alterações de mídia                                                        | Alterações de rede                                                      | Alterações de sistema                                    |
| --------- | ------------------------------------------------------------------------- | ------------------------------------------------------------------------- | ------------------------------------------------------------------------------------------ | --------------------------------------------------------------- | -------------------------------------------------------------------------- | ----------------------------------------------------------------------- | -------------------------------------------------------- |
| Descrição | Alterações primariamente relacionadas ao menu de configurações do sistema | Alterações primariamente relacionadas à discos de CD, SACD, DVD e Blu-Ray | Alterações primariamente relacionadas ao modo como outros dispositivos interagem com o PS3 | Alterações primariamente relacionadas à jogos de PS1, PS2 e PS3 | Alterações primariamente relacionadas ao menu de fotos, música e/ou vídeos | Alterações primariamente relacionadas ao menu de TV, rede, PSN e amigos | Outras alterações, como de estabilidade, rede e hardware |

#### Versão 4
| Versão Data de lançamento (UTC) Notas                                                    | Descrição |
| ---------------------------------------------------------------------------------------- | --- |
| 4.91 27 de Fevereiro de 2024                                                             | • Esta atualização do software do sistema aprimora o desempenho do sistema. |
| 4.90 28 de Fevereiro de 2023                                                             | • Essa atualização do software do sistema aprimora o desempenho dele. |
| 4.89 10 de Maio de 2022                                                                  | Alterações no sistema • Iniciar sessão na PlayStation Network agora requer uma senha de dispositivo para proteger ainda mais a conta. • A criação de contas da PlayStation Network e alguns recursos de gerenciamento de contas não estão mais disponíveis no sistema. Use seu PC ou navegador do dispositivo móvel para usar os recursos de gerenciamento de contas com desempenho, velocidade e segurança aprimorados. |
| 4.88 1 de Junho de 2021                                                                  | • Essa atualização do software do sistema melhora a qualidade do desempenho do sistema. |
| 4.87 3 de Dezembro de 2020                                                               | • Essa atualização do software do sistema melhora a qualidade do desempenho do sistema. |
| 4.86 22 de março de 2020                                                                 | • Essa atualização do software do sistema melhora a qualidade do desempenho do sistema. |
| 4.82 14 de novembro de 2017                                                              | • Essa atualização do software do sistema melhora a qualidade do desempenho do sistema. |
| 4.81 4 de novembro de 2016                                                               | • Essa atualização do software do sistema melhora a qualidade do desempenho do sistema. |
| 4.80 20 de abril de 2016                                                                 | • Essa atualização do software do sistema melhora a qualidade do desempenho do sistema. |
| 4.70 24 de fevereiro de 2015                                                             | Alterações no sistema - Closed Caption são agora suportadas para a reprodução de títulos de disco Blu-ray e DVDs. Para exibir legendas, selecione Configurações - / - Configurações de Vídeo - / - legendas. - O estilo usado para para legendas ocultas, tais como o tipo de letra, tamanho e cor, agora pode ser ajustado. Selecione Configurações - / - Configurações de Vídeo - / - Configurações legendas. - Mudou o logotipo sob PlayStation Network ™ na XMB. - PlayStation Home foi automaticamente removido do XMB no desligamento serviço, mas foi removido mais cedo para as pessoas que ainda não tenham descarregado. - Removido PlayStation Plus sob PlayStation Network no XMB para algumas pessoas que já estão inscritos para o serviço. - Nome PSN foi alterado para PlayStation Network. - Adicionado Spotify sobre Music no XMB |
| 4.66 19 de novembro de 2014                                                              | Alterações no sistema - Melhora a estabilidade durante o uso de alguns recursos. - Exploit de segurança fechado POODLE |
| 4.65 26 de agosto de 2014 Opcional                                                       | Alterações no sistema - Atualização opcional e pequena que melhora a estabilidade do sistema durante o uso de alguns recursos |
| 4.60 24 de junho de 2014                                                                 | Alterações em jogo - "Procurar Atualizações" foi adicionado ao menu de opções para um jogo (apertando Triângulo). Semelhante ao PSP e Vita, atualizações de jogos agora podem ser verificadas manualmente quando o sistema está conectado à internet. - "Avisos da Propriedade Intelectual" foi adicionada ao menu de opções para um jogo. Recursos Revisados - Closed Captions agora são suportadas para a reprodução de títulos em Blu-ray e DVDs. Para exibir Closed Captions selecione [Configurações]> [Configurações de Vídeo]> [Closed Captions]. - O estilo usado para Closed Captions, como fonte, tamanho e cor agora pode ser ajustado. Alterações no sistema - O sistema agora aceita conexão sem fio com o DualShock 4. - A estabilidade do sistema foi melhorada. |
| 4.55 5 de fevereiro de 2014                                                              | Alterações do sistema - A segurança do sistema foi melhorada, bloqueando a capacidade de usar hardware não autorizado. - Suporte para os novos Fone de ouvido sem fio Stereo versão 2.0(UE) e Fone de ouvido sem fio Stereo versão Gold(EUA). - A estabilidade do sistema durante o uso de software formato PS3 e serviços de rede foi melhorada, incluindo o PlayStation Now. |
| 4.53 4 de dezembro de 2013 Opcional                                                      | Alterações de mídia - Agora você pode exibir closed captions quando reproduzir BDs e DVDs. Alterações do sistema - A estabilidade do sistema durante o uso de software formato PS3 e serviços de rede foi melhorada. - Mudou-se o logotipo da PlayStation Store quando se inicia a mesma. - Avisos de segurança referentes ao Playstation Move foram removidos quando um jogo que oferece suporte ao periférico é iniciado. Eles agora podem ser visualizados a partir do menu de opções (pressionando Triângulo), quando um título Move suportado está selecionado. |
| 4.50 1 de outubro de 2013                                                                | Alterações de rede - Voce agora pode selecionar um grupo de jogadores que podem ver os seus troféus em [PSN] > [Gestão de contas] > [Configurações de privacidade]. Você também pode especificar para cada jogador se ele deve mostrar seus troféus. - O sistema agora pode realizar as seguintes operações quando definir [Configurações] > [Configurações de sistema] > [Atualização automática] para [Ligado], mesmo se você não for assinante da PlayStation Plus. Enquanto esta opção estiver [Ligado], o sistema irá iniciar automaticamente a cada dia no horário especificado e executar as atualizações antes de desligar: - Agora é possível baixar conteúdo/itens comprados com outros dispositivos. - E download da ultima versão do software do sistema. Alterações do sistema - "PlayStation Network" foi renomeada para "PSN". |
| 4.46 27 de junho de 2013                                                                 | Mudanças no sistema - Mesmas alterações implementadas na versão 4.45. - Devido aos problemas ocasionados com a versão 4.45, caso a interface do XMB não seja iniciada ou caso esteja tendo dificuldades para utilizar o sistema você deve instalar a atualização pelo modo de segurança do console. |
| 4.45 18 de junho de 2013 Retirada em 19 de junho de 2013                                 | Alterações de rede - Agora você pode optar por não visualizar as notificações da conquista de um troféu. Alterações do sistema - A estabilidade do sistema foi melhorada. |
| 4.41 24 de abril de 2013                                                                 | Alterações do sistema - A estabilidade durante o uso de alguns softwares em formato PS3 foi melhorada. |
| 4.40 20 de março de 2013                                                                 | Alterações do sistema - Adicionado suporte para o Sony RC-S380 (PaSoRi) NFC sem contato com leitores de cartões. - O fone de ouvido estéreo sem fio (CECHYA-0080 / CECHYA-0086) eo fone de ouvido estéreo (CECHYA-0088) agora suportam PlayStation 2 Classics que foram baixados da PlayStation Store. - Permite que os usuários possam baixar conteúdo comprado na loja on-line (através do navegador de internet) para o seu PS3. Este recurso ainda não está disponível e deve ser activado em maio. - A estabilidade do sistema foi melhorado. - Bloqueado o uso de servidores proxy para impedir o uso de programas de correção de bloqueios e exploits de desvio de patches. Alterações em jogo - Problemas com alguns jogos foram corrigidos. - Você pode agora ver os troféus pela categoria jogo quando o modo de visualização offline estiver ativo. |
| 4.31 30 de outubro de 2012 Opcional                                                      | Alterações no sistema - A estabilidade do sistema foi melhorada. Alterações em jogo - Problemas com o Monster Hunter Portable 3 HD foram corrigidos. - Permite aos usuários fazer o download da versão do PS Vita do jogo PlayStation All-Stars Battle Royale a partir do disco. |
| 4.30 21 de outubro de 2012                                                               | alterações na rede - Troféus foram transferidos para a categoria [PlayStation Network]. - Troféus ganhos no sistema PS Vita já podem ser visto no PlayStation 3. - [Life with PlayStation] não está mais disponível para download em conjunto com o fim do Folding @ home de serviço para o PlayStation 3. No entanto, ainda vai operar até novembro de 2012 se já estiver presente no sistema. - [Coleção de troféus] foi dividido em dois modos. - [Modo Online] exibe os troféus atualmente sincronizados com o servidor, incluindo os troféus ganhos no PS Vita. - [Modo Off-line] exibe os troféus atualmente guardadas no sistema do usuário, excluindo troféus ganhos no PS Vita. - 'Proprietário', que é mostrado no menu de opções de conteúdo adquirido foi alterado para "Comprador". - Permite que troféus possam ser escolhidos por [Tudo] [Game Core / Add-On] ou em [Conteúdo de Grupo] por jogos que o suportam. Alterações em jogo - [SingStar] está agora disponível sob a categoria [Jogo] para alguns países europeus. |
| 4.25 12 de setembro de 2012                                                              | Alterações de sistema - O limite de armazenamento online de dados de jogos para os membros da PlayStation Plus foi aumentado para 1GB. - Melhorado certos aspectos do sistema. |
| 4.21 5 de julho de 2012 Opcional para EUA e Canadá. Obrigatório para outros lugares.     | Alterações de sistema - A estabilidade do sistema durante a utilização de algum software PS3 foi melhorada. |
| 4.20 26 de junho de 2012 Opcional para EUA e Canadá. Obrigatório para outros lugares.    | Alterações de sistema Definições - Sobre Definições > [Definições de Poupança de Energia] > [Desligar Automático do Sistema], o período de tempo até o desligar automático do sistema, pode ser definido para as modalidades de [Vídeo/TV/Música/Fotografia] e para [Jogo/Outras funcionalidades]. Jogos - Sobre Jogo > [Utilitário de Dados Guardados (PS3™)], pode-se selecionar vários itens de dados guardados e escolher entre apagá-los ou copiá-los simultâneamente. fones de ouvido sem fios estéreo com microfone - Quando os fones sem fios estéreo com microfone (CECHYA-0080) estão ligados, pode ajustar do som do microfone. Selecione [Sidetone] em Definições > [Definições de Acessórios] > [Definições de Dispositivos Áudio]. Outras funções novas ou revistas na versão 4.20 Definições - Sobre [Definições de Data e Hora] > [Fuso Horário], [Ilhas Samoa] foi mudado para [Samoa Americana] e [Estado Independente de Samoa]. Outros - A chave de encriptação foi renovada para AACS, o sistema de proteção contra cópia conteúdo de vídeo no Blu-ray. Se ver uma mensagem sobre a renovação da chave de encriptação durante a reprodução de vídeo em BD disponível comercialmente (BD-ROM), instale a versão mais recente disponível. A chave de encriptação será renovada automaticamente. |
| 4.11 15 de fevereiro de 2012 Opcional para EUA e Canadá. Mandatório para outros lugares. | Alterações de sistema - Melhorado certos aspectos do software de sistema. |
| 4.10 8 de fevereiro de 2012                                                              | Alterações de configurações - Adição do recurso de definir a obtenção de data e hora corretas automaticamente ao entrar em Settings → Date and Time Settings → Set Automatically. - Correção do erro de texto desaparecendo em configurações de idioma Inglês (Reino Unido) e Português (Brasil) durante sincronização de troféus. Alterações de rede - Melhorado o Navegador de Internet, incluindo suporte para HTML5 com o mecanismo de leiaute WebKit (NetFront). - Melhorado a velocidade de exibição e precisão do leiaute de páginas da web do Navegador de Internet. - Adição do recurso de compartilhamento de informações sobre descontos e downloads obtidos através da PlayStation Plus, assim como conteúdo classificado da Loja, no Facebook. - Contas PlayStation Network são agora referidas como contas Sony Entertainment Network. |
| 4.00 29 de novembro de 2011                                                              | Alterações de configurações - Adicão de Eliminar/Excluir ficheiros/arquivos de cópia de segurança/backup do sistema PS Vita como recurso em Definições/Configurações do Sistema. - Membros de PlayStation Plus podem agora escolher quais itens são atualizados pelo recurso Actualização/Atualização automática. - A opção Carregamento/Upload automático dos dados guardados/salvos deve ser definida para cada jogo, a menos que o recurso seja desligado completamente. - Adição das opções English (United Kingdom) e Português (Brasil) em Definições/Configurações → Definições/Configurações do Sistema → Idioma do Sistema. - Atualização do recurso Sobre o/a PlayStation®3 (PS3™) em Definições/Configurações do Sistema. Alterações de dispositivos - Os usuário podem agora copiar conteúdo como músicas, vídeos, dados de imagem, jogos e outros aplicativos do sistema PS3 para e a partir do PlayStation Vita. - Pode-se agora fazer um backup do PlayStation Vita no PlayStation 3. - Adição da opção PS Vita em Definições de Reprodução Remota/Configurações de uso remoto → Registar/Registrar o dispositivo Alterações de mídia - Adição do suporte a saída em upscale e conversão de Cinema para conteúdo de Disco Blu-ray. Alterações de jogos - Adição de Utilitário da Aplicação/de aplicativos do Sistema PS Vita como recurso em Jogo. Alterações de rede - Adição de Configurações de privacidade como recurso em Gestão de Contas/Gerenciamento da conta, permitindo aos usuários controlar como eles recebem mensagem e solicitações de amigos. - Exibição de PlayStation Plus em PlayStation Network para não assinantes, permitindo que eles assinem o serviço. |

#### Versão 3
| Versão Data de lançamento (UTC) Notas                                                    | Descrição |
| ---------------------------------------------------------------------------------------- | --- |
| 3.73 18 de outubro de 2011 Opcional                                                      | Alterações de sistema - Melhorada a estabilidade do sistema durante a utilização de formatos de software do PlayStation 3 e serviços de rede. |
| 3.72 20 de setembro de 2011                                                              | Alterações de sistema - Melhorada a estabilidade do sistema durante a utilização de formatos de software do PlayStation 3 e serviços de rede. |
| 3.70 10 de agosto 2011                                                                   | Alterações de rede - Alterações na ordenação da Friends List. Alterações de sistema - Adicionado suporte para alguns fones de ouvido com som surround. - Disponibilidade de suporte a 3D ao acessar conteúdo baseado em Java em discos de vídeo Blu-Ray. - Suporte para decodificação/saída de fluxo de bit DTS-HD MA, DTS-HD HR (ou aúdio sem perdas) ao reproduzir filmes Blu-ray 3D. - Fotos digitais 3D em formato MPO podem ser visualizadas em 3D no XMB e em Photo Gallery. - Usuário são agora capazes de optar pelo envio automático de dados de jogos salvos utilizando o recurso adicionado na versão 3.60. - Renomeação de Automatic Download em Settings para Automatic Update. - Troféus serão sincronizada automaticamente durante o tempo definido em Automatic Update. - Adição de uma nova função de "Recomendações" à PlayStation Store que habilita os usuário a compartilhar links de itens com amigos da PlayStation Network. - Renomeação da categoria TV para TV/Video Services. |
| 3.66 23 de junho de 2011                                                                 | Alterações de sistema - Melhorada a estabilidade do sistema durante a utilização de formatos de software do PlayStation 3 e serviços de rede. |
| 3.65 7 de junho de 2011 Opcional                                                         | Alterações de sistema - Melhorada a estabilidade do sistema para alguns formatos de software do PlayStation 3. - Alterado o item Save Data Utility (minis) para Save Data Utility (minis/PSP) no XMB. |
| 3.61 15 de maio de 2011                                                                  | Alterações de rede - Requerido aos usuários a alteração de suas senhas da PlayStation Network. Alterações de sistema - Melhorada a segurança do sistema. |
| 3.60 10 de março de 2011                                                                 | Alterações de sistema - Melhorada a segurança do sistema. - Permitido aos assinantes do PlayStation Plus armazenar online até 150MB ou 1000 arquivos de dados de jogos salvos (o que vier primeiro). Isto inclui 'dados de jogos com proibição de cópia'. Tais dados é restaurável uma vez a cada 24 horas. - Adicionado a opção de alterar entre 10, 20 ou 30 minutos o recurso de economia de energia para desligar automaticamente o controlador. - Alterado a ordenação de Friends List. |
| 3.56 26 de janeiro de 2011 Relançamento em 1 de fevereiro de 2011                        | Alterações de sistema - Melhorada a segurança do sistema, bloqueando a habilidade de reproduzir cópias de segurança, executar homebrew ou faz downgrade de firmware. - Adicionado o canal Ipla TV em TV para a Polônia. - Demos transferidos não são mais expandidos em uma pasta. Alterações de sistema (para relançamento do 3.56) - Inicialmente causou problemas (provavelmente em 3.41) ao atualizar o disco rígido com esta firmware em alguns sistemas. Uma semi-correção foi publicada. A correção somente funcionará se o usuário ainda possui o disco rígido original sem formatação. Os usuários que não possuem o disco rígido antigo ou formataram-no não serão capazes de instalarem o software de sistema. |
| 3.55 7 de dezembro de 2010                                                               | Alterações de sistema - Melhorada a segurança do sistema incluindo, novamente, a desativação do exploit Jailbreak e similares que possibilitava downgrade de firmware para a versão 3.41 |
| 3.50 21 de setembro de 2010                                                              | Alterações de disco - Preparação para suporte 3D em filmes Blu-ray. Alterações de mídia - Adicionado o atalho PLUS7 para usuário na Austrália em TV. Alterações de sistema - Adicionado o suporte para acesso de informações públicas no Facebook pelos jogos. - Adicionado o suporte à comunicação de mensagens de spam não desejadas pelos usuários. - Atualizado as pré-visualizações em plano de fundo da PlayStation Store e Photo Gallery. - Desabilitado vários controladores USB não licenciados. |
| 3.42 6 de setembro de 2010                                                               | Alterações de sistema - Recursos adicionais de segurança, incluindo a desativação do exploit PS Jailbreak e suas variantes. |
| 3.41 26 de julho de 2010                                                                 | Alterações de rede - Atualização para futuro recurso You May Like na PlayStation Store, que oferece recomendações de jogos junto a navegação, baseando-se em jogos que outros usuário adquiriram. - Habilita o patch adicional de software, permitindo que futuras atualizações de software de sistema possam ser aplicadas sem a necessidade de transferir e reinstalar o firmware inteiro. Alterações de sistema - Inicialmente causou problemas ao atualizar o disco rígido com este firmware em alguns sistemas. Isso foi corrigido com uma versão atualizada do firmware de mesmo número de versão em agosto, o segundo e pequeno patch foi disponibilidados àqueles cujo firmware mais recente havia sido instalado. |
| 3.40 29 de junho de 2010                                                                 | Alterações de configurações - Power Save Settings agora tem como padrão duas horas antes de auto-desligar. - Adicionado a opção Automatic Download no menu Settings de assinantes do PlayStation Plus. - Adicionado a opção Deep Color Output (HDMI) em Display Settings. Alterações de mídia - O aplicativo Photo Gallery agora permite que os usuários enviem fotos para Picasa e Facebook, assim como navegar e comentar fotos e imprimí-las utilizando uma impressora conectada. - Adicionado novo aplicativo Video Editor & Uploader que permite ao usuário editar, salvar e enviar arquivos de vídeo armazenados no sistema (após a atualização 3.40) aos serviços como Facebook ou YouTube. Alterações de rede - Usuário podem adquirir assinaturas do PlayStation Plus e receber recursos conncedidos pelo serviço. - Usuário podem agora classificar conteúno na PlayStation Store previamente adquirido de uma até cinco estrelas. - O respectivo nível de Troféu do usuário é agora exibido próximo ao ID do usuário na lista de Friends. - Adicionado ícone do PlayStation Plus que é exibido próximo aos assinantes do PlayStation Plus na lista de Friends. Alterações de sistema - Melhorado o recurso de relógio interno que conta o passar dos anos. |
| 3.30 22 de abril de 2010                                                                 | Alterações de configurações - Adicionado as opções Bitstream (Direct) e Bitstream (Mix) em Video Settings > BD Audio Output Format (Optical Digital) Alterações de rede - Melhoramentos em troféus– melhorado a visualização de troféus, com novas categorias que podem ser ascendentes ou descendente. - Pasta de troféus (lista de títulos) pode ser ordenada pelo título do jogo de acordo com a data da última obtenção de troféu. - Listas complementares (lista de grupos) podem também ser ordenadas pela data da última obtenção de troféu. - Listas de troféus podem ser ordenadas por nome, classe (e.g. platinum) ou data da obtenção. - Troféus ocultos são rotulados agora como Hidden Trophy. - Atualizado o Flash Player. - Adicionado a opção de PC VAIO no Remote Play (a ser ativado posteriormente) Alterações de sistema - Preparação para o suporte 3D. - Alterações no SDK resultando em menor footprint de RAM no sistema operacional do PlayStation 3. |
| 3.21 2 de abril de 2010                                                                  | Alterações de configurações - Desabilitado os recursos de Install Other OS e Default System dos PS3s originais. Alterações de sistema - Melhorado a qualidade de reprodução de alguns formatos de software do PlayStation. - Adicionado um patch de segurança para corrigir vulnerabilidades de segurança que podem ocorrer durante a reprodução de arquivos de vídeo em formato MP4. |
| 3.15 10 de dezembro de 2009 Formalmente opcional, necessário desde 27 de janeiro de 2010 | Alterações de jogos - Adicionado a habilidade de reproduzir PSP Minis através de emulação. - Adicionado a opção Saved Data Utility (minis) em Game no XMB. - Renomeado a pasta Saved Data Utility para Saved Data Utility (PS3). Alterações de sistema - Adicionado a habilidade de transferir dados através de um PlayStation para outro utilizando um cabo de LAN. - Corrigido problema de sincronização de Bluetooth. - Corrigido problema de sincronização de Troféus. - Melhorado a estabilidade do sistema. |
| 3.10 19 de novembro de 2009                                                              | Alterações de configurações - Adicionado o item de menu Facebook em Account Management tornando possível que o usuário altere as configurações de compartilhamento e de conta do Facebook - Adicionado o idioma Polonês à seção System Language. Alterações de jogos - A opção About agora exibe o novo logotipo do PlayStation 3 ao escolher um jogo. Alterações de mídia - Pastas e listas de reprodução expandidas em Photos são agora exibidas em uma grade, ao invés de em uma lista. - Adicionado atalho do canal ABC iView para usuários na Autrália a partir do menu TV. - Adicionado atalhos dos canais de TV RTVE, Antena 3 e LaSexta para usuários na Espanha a partir do menu TV. - Adicionado atalho do canal de TV NOS para usuários nos Países Baixos a partir do menu TV. - Adicionado atalhos dos canais de TV AXN e Animax para usuários na República Checa, Polônia, Hungria, Bulgária, Romênia e Eslováquia a partir do menu TV. - Adicionado atalho do canal RTÉ player para usuários na Irlanda a partir do menu TV'. - Adicionado a PlayStation Video Store para usuários no Reino Unido, Irlanda, França, Alemanhã, Espanha e Itália. Alterações de rede - Adicionado aopção para enviar automaticamente atualizações para o perfil de Facebook do usuário ao destravar Troféus, ao transferir itens através da PlayStation Store ou eventos ocorridos durante a reprodução de um jogo (em jogos compatíveis). - As caixas de lista de Friends aparecem apenas quando focalizadas, entretanto, as caixas jogo "em execução" e avatar do usuário estão sempre visíveis. - Adicionado a habilidade de alteração da cor do Profile do usuário. - Melhorado o desempenho do navegador da Internet. Alterações de sistema - Adicionado a habilidade de envio de relatório de erro do sistema pelo usuário à Sony Computer Entertainment na decorrência de um desligamento inapropriado. |
| 3.01 15 de setembro de 2009 Opcional, mas necessário para alguns jogos.                  | Alterações de sistema - Melhorado a qualidade de reprodução de alguns formatos de software do PlayStation 3. |
| 3.00 1 de setembro de 2009                                                               | Alterações de configurações - Adicionado o suporte à novos Dynamic Custom Themes. - Adicionado Display What's New ao menu Settings que permite ao usuário alterar o que o sistema exibe por padrão ao ser inicializado. - Adicionado o suporte à saída de áudio através de múltiplos conectores simultaneamente (e.g. HDMI e óptico) em Audio Multi-Output. - Renomeio da opção Audio CD Output Frequency para Output Frequency que agora afeta todos os conteúdos de música. - Configurações podem ter legenda de referência. - Adicionado a habilidade de verificar a velocidade de envio/transferência da conexão à Internet em Network Settings. - Adicionado Echo Canceller à Accessory Settings. - Adicionado a habilidade de definir manualmente um dispositivo, como um PSP ou Sony Ericsson Aino, para ser utilizado para Remote Play a partir de Remote Play Settings. Alterações de jogos - Adicionado novo recurso que permite a exibição de Troféus de maneiras diferentes pelos desenvolvedores de jogos, como agrupá-los por pacote de complemento, etc. - Adicionado ícone da PlayStation Store na categoria Game. - Troféus Platinum não contam mais como o percentual total de cada jogo. - O logotipo do "PLAYSTATION 3" não é mais exibido antes da inicialização de um jogo de PlayStation 3. Alterações de mídia - Adicionado atalho do canal BBC iPlayer para usuários no Reino Unido a partir do menu TV. - Adicionado ícone da PlayStation Store na categoria Video (onde a PlayStation Video Store está disponível). - Adicionado a habilidade de aumentar amostra de áudio armazenado no disco rígido ou USB para 88.2 kHz ou 176.4 kHz. - Desabilitado o áudio em segundo plano no navegador da Internet e em Photo Gallery quando o recurso de aumento de amostra de áudio estiver habilitado. - Durante a reprodução de vídeo, a alavança analógica pode ser utilizada para reproduzir conteúdo em câmera lenta, retrocesso rápido e avanço rápido. Alterações de rede - Substituição de Information Board pela função What's New. - Reformulação da lista Friends. - Adicionado a habilitade de acessar mensagens de amigos específicos a partir da tela de perfil do remetente. - Adicionado a habilidade de capturar a imagem do navegador da Internet. - Adicionado o suporte a telefones celulares como o Sony Ericsson Aino pelo Remote Play. Alterações de sistema - Ao iniciar o sistema será exibido a tela What's New por padrão ao invés do menu Games. - Adicionado um Indicador de Status à parte superior da tela, mostrando o status do usuário, o número de amigos online e um ícone indicando a existência de mensagens da PSN não lidas. - Substituição do indicador giratório de atividade por um relógio analógico (os ponteiros movem-se rapidamente para mostrar atividade). - Aumentado o tamanho da fonte e de ícones. - Alteração do tema padrão para uma versão atualizada do tema ondas Original (o tema original antigo foi renomeado para Classic). - Adicionado o suporte para a transferência de novos avatares. - Alterado a posição do indicador de bateria do controle. - Expansão da funcionalidade copiar/colar. - Nova inicialização do sistema, apresentando um novo logotipo do PlayStation 3, o logotipo da família PlayStation e um novo som de inicialização para os modelos antigos do PlayStation 3. - A posição do indicador agora aparece ao navegar por uma lista grande. - Presença de um problema ocorrido em alguns modelos, prevenindo a utilização de alguns controles não oficiais. - Adicionado a habilidade de alteração da cor de ícones no XMB dependendo do horário. |

#### Versão 2
| Versão Data de lançamento (UTC) Notas                          | Descrição |
| -------------------------------------------------------------- | --- |
| 2.90 Distribuído com o PS3 "slim"                              | Firmware inicial do PS3 de 120GB e 250GB (PS3 "slim"). Este firmware está disponível apenas pré-instalado em novos PS3 de 120GB e 250GB (PS3 "slim") e não pode ser transferido. Alterações de configurações - Remoção de Install Other OS e Default System (apenas unidades de PS3 slim). Alterações de jogos - Remoção do logotipo "PLAYSTATION 3" antes da inicialização de um jogo de PlayStation 3. Alterações de sistema - Adicionado nova inicialização de sistema, apresentando novo logotipo do PlayStation 3; a logomarca da família PlayStation e um novo som de inicialização. - Adicionado o recurso BRAVIA Sync, que permite o controle do XMB pelo controle remoto de TVs BRAVIA (apenas unidades de PS3 slim). |
| 2.80 24 de junho de 2009 Opcional, mas necessário para Vidzone | Alterações de rede - Aumentado o tamanho da mensagem no utilitário Text Chat de 32 para 64 caracteres. Alterações de sistema - Melhorado a qualidade de reprodução de alguns formatos de software do PlayStation 3. - Periféricos de terceiros conectados através de USB, serão designados à porta de controlador 7. - Fechado uma vulnerabilidade que permitia a utilização do Open Remote Play, um aplicativo caseiro utilizado para permitir conexões Remote Play ao PlayStation 3 através de dispositivos diferentes do PSP. O Remote Play permaneçe disponível para PSPs utilizando firmware personalizada. |
| 2.76 14 de maio de 2009                                        | Alterações de sistema - Melhorado a qualidade de reprodução de alguns formatos de software do PlayStation 3. - Após uma atualização de disco rígido ou restauração a partir de backup os jogos não precisam mais ser carregados antes que seus Troféus sejam exibidos no menu Trophies. |
| 2.70 2 de abril de 2009                                        | Alterações de mídia - Adicionado o habilidade de criar cópias de segurança de vídeos adquiridos com proteção de cópia através da PlayStation Store para um dispositivo de armazenamento externo e, em seguida, restaurados para o disco rígido interno do PlayStation 3 para serem reproduzidos. - Vídeos adquiridos para o PSP podem ser agora transferidos ao PlayStation 3 para reprodução. - Adicionado a opção Dynamic Normalizer em Music Settings no menu Settings. Alterações de rede - Adicionado o recurso Internet Search para itens no menu Games em formato de software do PlayStation 3. Selecionar a opção executa o navegador da Internet e realizar uma busca do título do item no Google. - Adicionado o recurso de copiar e colar texto a partir de uma página da web visualizada no navegador da Internet. - Adicionado a opção Browser Security no menu do modo navegador no navegador da Internet. Os sites da web utilizzados para serviços de filtro da web listados em Bookmarks foram movidos para esta nova opção. - Adicionado as opções Copy Address of This Page e Copy Address of This Link em File no menu do modo navegador no navegador da Internet. - Adicionado o recurso de ordenar a lista Friends através do status de online e o data de sua última permanência online. - No menu Friends, solicitações de novos amigos serão exibidas no topo da lista. - Aumentado o tamanho limite para arquivos anexos em mensagens de 1MB para 3MB. - Adicionado o recurso de visualização da duração estimada de um arquivo em transferência. Alterações de sistema - Adicionado o suporte para visualização de texto em Polonês, Grego, Tcheco, Eslovaco e Turco no navegador da Internet. - Adicionado o recurso Text Chat que permite que o usuário crie ou ingresse em uma sala de bate-papo com até 15 outros usuário da PlayStation Network, podendo comunicar-se com o teclado em tela ou teclado compatível. Este recurso está disponível durante ou fora da reprodução de um jogo. - Corrigido problema onde arquivos de música com dois canais eram transmitidos para sistemas de áudio multi-canais através de canais múltiplos com os canais extras sem áudio. |
| 2.60 21 de janeiro de 2009                                     | Alterações de mídia - Adicionado um aplicativo Photo Gallery na categoria Photo (requer a transferência adicional de 105MB). - Adicionado o suporte para reprodução de arquivo de vídeo codificados com a versão 3.11 do codec DivX. Alterações de rede - Adicionado o suporte usuário possam navegar na PlayStation Store sem a necessidade de criar ou entrar em uma conta da PlayStation Network. Alterações de sistema - Corrigido um erro o qual tornava inacessíveis jogos salvos de alguns títulos caso o PlayStation Network ID ou senha do usuário fosse alterado. |
| 2.53 2 de dezembro de 2008                                     | Alterações de rede - Adicionado o suporte à exibição em tela cheia de conteúdo Adobe Flash no navegador da Internet. Alterações de sistema - Adicionado o suporte a reprodução de filmes ao vivo (utilizando o formato RTMP format). |
| 2.52 5 de novembro de 2008                                     | Alterações de sistema - Melhorado a qualidade de reprodução de alguns formatos de software do PlayStation 3. - Corrigido o problema de entrada de texto que ocorria durante a utilização do teclado em tela, teclado USB ou teclado Bluetooth com alguns formatos de software do PlayStation 3. - Corrigido o problema que prevenia a exibição correta de vídeo gravado em 59.94 Hz em alguns modelos de TV. |
| 2.51 27 de outubro de 2008 Apenas unidades de demonstração     | Alterações desconhecidas. |
| 2.50 15 de outubro de 2008                                     | Alterações de configurações - Adicionado o recurso para desligar automaticamente os controladores sem-fio e/ou o PlayStation 3 após um período de inatividade definido. - Adicionado o recurso para desligar automaticamente o PlayStation 3 após a transferência ou instalação de conteúdo em segundo plano estiver concluída. - Renomeação da opção BD/DVD Settings em Settings para Video Settings. - Renomeação das opções Cinema Conversion e Upscale em Video Settings para BD/DVD Cinema Conversion e BD/DVD Upscaler. - Adicionado opção 50 Hz Video Output em Video Settings. - Adicionado opção DivX VOD Registration Code em System Settings. Este código pode ser utilizado para resgistar o PlayStation 3 para ser capaz de reproduzir arquivos DivX VOD. - Modificado o método de reconexão de dispositivos bluetooth. - Adicionado as opções German Keyboard (Switzerland), French Keyboard (Canada) e French Keyboard (Switzerland) em Accessory Settings > Keyboard Type. Alterações de jogos - Adicionada o recurso de captura de tela durante a reproduçao de jogos. Este recurso será compatível em um modelo jogo para jogo. - Adicionado a opção Sync with Server em Trophy Collection - A opção Settings and Connection Status List em Network Settings agora pode ser visualizada no menu XMB durante a reprodução de jogos em alguns jogos de PlayStation 3. Alterações de mídia - Adicionado o recurso de busca de cena similar à versão para PSP. Este recurso permite que um vídeo ou gravação do PlayTV seja quebrado em intervalos de 15 ou 30 segundo; um, dois ou cinco minutos, os quais podem ser depois acessados rapidamente. - Adicionado a opção para que os vídeos na seção Video do menu inicial do XMB sejam reproduzidos em sequência. - Adicionado a configuração Mosquito Noise Reduction, a qual reduz o ruído em vídeos armazenado no disco rígido do console ou mídia de armazenamento de externo. - Adicionado o suporte para nove níveis de controle do volume ao invés de cinco. - Adicionado um botão para pausar no mini painel de controle de música na XMB. - Remoção da Conversão de Quadros para vídeos MPEG-4. Qualquer frequência diferente de 50 Hz será exibida em NTSC, sendo mostrado em preto e branco em sistema PAL incompatíveis com o padrão de vídeo NTSC. - Pressionar o botão PS durante um vídeo pausa o vídeo ao invés de continuar reproduzindo-o. Alterações de rede - Reestruturação dos utilitários PlayStation Network Sign-Up e Account Management. - Modificação do método de desativação da opção de entrada automática e do modo para sair da PlayStation Network. - Adicionado informações sobre a duração desde a última vez online abaixo de avatares de amigos offline na lista de Amigos. - Adicionado opção para "resgatar códigos" diretamente da PlayStation Store tornando mais fácil o resgate de PlayStation Network Cards e códigos promocionais. - Adicionado o suporte a conteúdo Adobe Flash 9 no navegador da Internet. - Adicionado o suporte da ligação direta dos itens no Information Board à PlayStation Store. - Modificação da interface do PlayStation Trophies a fim de mostrar a porcentagem adquirida através do próximo nível e nível atual durante a exibição de perfis ou comparação de troféus. Alterações de sistema - Adicionado o suporte ao modo de "alta-qualidade HQ" para o headset bluetooth do PlayStation 3; o qual permite comunicação através de voz com maior clareza. - Adicionado o suporte ao teclado sem-fio oficial do PlayStation 3. - Adicionado indicador mostrando o status da bateria do headset, o nível do volume e a atividade do modo HQ. - Alteração da notificação exibida durante a aquisição de um troféu agora exibe o específico ícone do troféu criado pelo desenvolvedor de jogo. - Adicionado idiomas Finlandês, Sueco, Dinamarquês e Norueguês às opções de My languages na seção Account Management. - Adicionado o suporte à impressoras via rede. - Adicionado o suporte à impressoras HP. - Adicionado um mode de recuperação. |
| 2.43 17 de setembro de 2008 Compulsória apenas no Japão        | Alterações de sistema - Alterado o suporte à lançamentos de conteúdos alugados na PlayStation Store na região japonesa. |
| 2.42 30 de julho de 2008                                       | Alterações de jogos - Melhorado a qualidade da reprodução de alguns formatos de software do PlayStation 3 e PlayStation. |
| 2.41 8 de julho de 2008                                        | Alterações de sistema - Corrigidos vários problemas causados pela atualização 2.40. - Alterado o ícone do troféu de platina. - Adicionado nova página para o perfile de usuários em Players Met, a qual mostra os último jogo reproduzido com aquele usuário. - Adicionado a habilidade de gravar programas de TV utilizando o PlayTV ao reproduzir um jogo. |
| 2.40 2 de julho de 2008 Retrocesso, 2 de julho de 2008         | Alterações de configurações - Adicionado uma opção para ativar o sistema do PlayStation 3 automaticamente após uma atualização do sistema. - Adicionado as opções Reassign Controllers e Controller Vibration Function em Accessory Settings. Alterações de disco - Adicionado o suporte ao aumento da escala de conteúdos de vídeo Blu-ray Disc (BDAV). - Adicionado o suporte à reprodução de DTS em mídia DVD-Video e Blu-ray Disc, DTS-ES e DTS 96/24 em DVD-Video e DTS-ES Matrix em Discos Blu-ray. Alterações de jogos - Adicionado a habilidade de acessar o XMB durante a reprodução de formatos de software do PlayStation 3. - Apenas alguns das funções do XMB podem ser utilizadas durante a reprodução de jogos. - Ao pressionar o botão PS por um lonho tempo exibe o menu padrão com opção para encerrar o jogo, desligar o sistema, alterar configurações de controle, etc. - A tela do XMB não pode ser ecxibida durante a reprodução de certos títulos de formato de software do PlayStation. - A reprodução de músicas está disponível apenas nos jogos onde o desenvolvedor habilitou o recurso. - Adicionado opção para Quit Game na categoria Games do XMB durante a reprodução de um jogo. - Adicionado o suporte para que o jogador possa coletar Troféus da PlayStation Network em jogos que possuem tal recurso. Alterações de mídia - Adicionado novas opções de ordenação de itens na categoria Video - Adicionado a habilitade de imprimir uma lista de reprodução de fotos. - Adicionado o suporte ao formato de áudio MP3 Surround. - Adicionado a habilidade de aumentar a escala de conteúdos de vídeo armazenados no disco rígido para a qualidade HD. Alterações de sistema - Adicionado um novo modo de visualização para a PlayStation Store. - Adicionado a opção Search no menu do modo navegação do navegador da Internet. - Adicionado a opção Internet search ao XMB. - Adicionado a habilidade de exibir a data e hora no canto superior direito do XMB. - Adicionado a habilitada de limpar o campo de entrada de texto por completo ao utilizar um teclado. - Aumentado o número de Amigos que você pode adicionar em uma lista de amigos, de 50 para 100. - Redesenhado a tela de informações de amigos e renomeada como Profile. |
| 2.36 18 de junho de 2008                                       | Alterações de jogos - Melhorado a estabilidade de operação de alguns formatos de software do PlayStation. |
| 2.35 15 de maio de 2008                                        | Alterações de jogos - Melhorado a estabilidade de operação de alguns formatos de software do PlayStation 3. |
| 2.30 15 de abril de 2008                                       | Alterações de sistema - Reformulação da PlayStation Store - Navegação facilitada - A nova interface da PlayStation Store permite navegação mais facil. Agora é possível mover entre páginas ao pressionar os botões X e O, assim como mover para outras páginas mais rapidamente. - Novo leiaute - A PlayStation Store possui um novo leiaute de página que torna fácil a localixação de conteúdo. - Exibição de avatar - Visualize o avatar da sua conta do PlayStation Network nas páginas da PlayStation Store. - Exibição de status de conteúdo - Agora, um ícone indica o status de cada item de conteúdo: itens que foram adquiridos e itens que estão no carrinho. Alterações de mídia - A reprodução de Discos Blu-ray agora suporta saídas de DTS-HD Master Audio e Áudio de Alta Resolução DTS-HD. - O sistema do PlayStation 3 não suporta reprodução de DTS-ES e DTS 96/24 em DVD-Video ou DTS-ES Matrix em Discos Blu-ray. |
| 2.20 25 de março de 2008                                       | Alterações de configurações - Alterado o modo de registrar (parear) dispositivos Bluetooth, sendo possível registrar mais dispositivos. - Adicionado uma configuração BD Internet Connection em BD/DVD Settings - Adicionado uma configuração Audio Output Device em Remote Play Settings Alterações de disco - Adicionado o suporte ao Perfil 2.0 do Blu-ray BD-Live. - Os usuários agora podem utilizar várias funções interativas como conteúdo de vídeo baixável, ringtones e jogos interativos baseados em filmes, com Discos Blu-ray compatíveis com o Perfil 2.0. O recurso de interativa pode variar dependendo do disco. - Adicionado o suporte à reprodução de discos BD-R versão 1.2 (LTH* BD-R) Alterações de mídia - Adicionado o suporte à reprodução de arquivos DivX e WMV maiores que 2GB. - Atualizado o suporte à reprodução de arquivos XviD, mais arquivos são reproduzíveis, mas ainda reconhecidos como arquivos MPEG-4 - Adicionado o suporte à exibição de legendas ao reproduzir arquivos DivX - Adicionado o suporte à retomada da reprodução de discos DVD/BD do ponto de parada anterior, mesmo se o disco for removido e re-inserido no console ou o console for desligado por completo. - O formato de disco BD-J não é suportado - Adicionado o suporte à exibição de uma imagem ao editar uma lista de reprodução. - Adicionado o suporte à reprodução de música ao editar uma lista de reprodução. - Adicionado a opção Mosquito Noise Reduction nas opções AV Settings do painel de controle para DVDs padrão. - Os disco BD gravador no formato BDMV não são suportados. - Adicionado o suporte à cópia de listas de reprodução criadas em Photo e Music para o sistema PSP Alterações de sistema - Adicionado a habilidade de alteração de algumas configurações do sistema do PlayStation 3 durante o Remote Play. - Adicionado a opção Save Target em File no menu do modo navegador no navegador da Internet. Esta opção permite que você salve um arquivo ligado a uma págia da Web, como uma arquivo de imagem ou vídeo, para a unidade de disco rígido do PlayStation 3 ou armazenamento de mídia. - Adicionado a habilidade do navegador da Internet exibir algumas páginas da Web mais rapidamente. - Adicionado a habilidade do navegador da Internet reproduzir arquivos de vídeo com link ao serem baixados. - Alguns tipos de arquivos de vídeo não podem ser exibidos nesta maneira e deve ser baixados completamente antes da reprodução. - Adicionado o suporte para outros Despertar de Lan do sistema operacional. |
| 2.17 12 de março de 2008                                       | Alterações de jogos - Melhorado a estabilidade de operação de alguns formatos de software online do PlayStation 3. Alterações de sistema - Adicionado o suporte à jogos do PlayStation 2 com instalações opcionais ou mandatórias. |
| 2.10 18 de dezembro de 2007                                    | Alterações de configurações - Adicionado a função Voice Changer em Voice and Video Chat, sendo agora disponível em jogos que suportam microfones. - O tom do som de entrada do dispositivo de áudio como um microfone pode ser alterado. Tom altos e baixos podem ser ajustados para cinco níveis de prefedinições cada. - Adicionado a opção de mapeamento de bits Tipo 3 em Settings > Music Settings > Bitmapping. Alterações de disco - Adicionado o suporte ao Blu-ray Bonus View Profile 1.1. - Os usuário agora são capazes de utilizar várias funções adicionais como a reprodução de dois vídeos ao mesmo tempo com Discos Blu-ray compatíveis com o Perfil 1.1. As funções disponíveis variam dependendo do disco. - Adicionado o BD Data Utility. Os dados de gerenciamento utilizados pelo Blu-ray Disc são armazenados nesta pasta. Alterações de jogos - Adicionado a habilidade de reproduzir discos de jogos do PlayStation em um PlayStation Portable como o Remote Play. - Melhorado a compatibilidade (através de emulação) de jogos do PlayStation e Playstation 2 para modelos sem o Emotion Engine. Também não foi anunciada, mas evidente no site de perquisa de compatibilidade anterior da Sony. Alterações de mídia - Adicionado uma nova visualização Earth Visualization. Para circular entre as visualizações disponíveis, pressione Quadrado. - Adicionado a habilidade de reproduzir formatos de arquivos DivX, XviD e VC-1 (WMV). - Para reproduzir o formato de arquivos VC-1 (WMV), os usuários devem ir em Settings > System Settings e definir Enable WMA Playback. - Arquivos protegidos por direitos autorias ou arquivos codificado através de DivX 3.11 não podem ser reproduzidos. - Arquivos com 2GB ou mais em tamanho não podem ser reproduzidos. Alterações de sistema - Bloqueado o acesso hackeado via Linux ao RSX do PlayStation 3. |
| 2.01 20 de novembro de 2007                                    | Alterações de configurações - Alterado as especificações do Remote Start para prevenir um início remoto não intencional pelo usuário. Alterações de disco - Removido a habilidade de conversão de DSD-para-DTS. A saída ótica do SACD permanece possível, mas somente em estéreo. Alterações de jogos - Melhorado a estabilidade de operação de alguns formato de software do PlayStation 3. - Melhorado a estabilidade de operação ao transmitir formato de software com escala aumentado do PlayStation 2. - Somente para modelos que suportam a reprodução do formato de software do PlayStation 2. Alterações de sistema - Melhorado a estabilidade de algumas operações do software do sistema, incluindo o uso do navegador da Internet e Information Board. |
| 2.00 8 de novembro de 2007                                     | Alterações de configurações - Adicionado a habilidade de personalizar os ícones ou design do plano de fundo do menu Home do XMB do PlayStation 3 usando compiladores.p3t lançados pela Sony. - Adicionado a opção Remote Start em Remote Play Settings. - Adicionado as opções de Color, Background e Font em Theme Settings. - Adicionado a opção de seleção do Brightness em Theme Settings > Background. - Alterado o processo de configuração das Internet Connection Settings em Network Settings. - Adicionado a opção de seleção de impressoras Canon Printer Selection em Printer Settings. Alterações de disco - Adicionado o suporte à reprodução de SACD através da saída de áudio ótica digital. O fluxo DSD é convertido para DTS múlti-canais ou PCM estéreo, dependendo da configuração. Alterações de jogos - Adicionado a opção Vibration Function em Controller Settings no menu que aparece ao pressionar o botão PS no controlador sem fio. - Para utilizar esta função, um Controlador Sem Fio Dualshock 3 é necessário. Alterações de mídia - Adicionado a habilidade de criar listas de reprodução para organizar conteúdos em Music e Photo. Alterações de rede - Adicionado o recurso Information Board em Network. As notícias relacionadas ao PlayStation podem ser exibidas no menu Home do PlayStation 3. - Adicionado a categoria PlayStation Network no menu Home do PlayStation 3. - Adicionado a opção de segurança Trend Micro Web Security for PS3 no navegador da Internet. - Adicionado o suporte à exibição de conteúdo em vídeo (como um download progressivo) ao ser baixado através da PlayStation Store. - Alteração do menu de bate-papo com voz/vídeo. - Adicionado o suporte ao uso da câmera PlayStation Eye para bate-papo de voz/vídeo. Alterações de sistema - Adicionado novas opções de agrupamento da função Group Content no menu de opções. |

#### Versão 1
| Versão Data de lançamento (UTC) Notas                   | Descrição |
| ------------------------------------------------------- | --- |
| 1.94 23 de outubro de 2007 Não transferível             | Alterações de jogos - Adicionado o suporte para controladores DUALSHOCK 3, somente disponível no disco do jogo Ratchet & Clank Future: Tools of Destruction. |
| 1.93 13 de setembro de 2007                             | Alterações de sistema - Melhorado a estabilidade da conexão de rede. |
| 1.92 4 de setembro de 2007                              | Alterações de jogos - Alterado o status de jogabilidade com o sistema PlayStation 3 para alguns títulos de formato PlayStation 2. Isso não afeta títulos na Europa, Oriente Médio, África e Oceania. |
| 1.90 24 de julho de 2007                                | Alterações de configurações - Adicionado a função de papel de parede para o plano de fundo do XMB. - Adicionado o suporte para inserção de texto em caracteres Chinês simplificado. Alterações de disco - Adicionado o suporte para saída com amostra aumentada para CDs de áudio. - Adicionado a habilidade de ejetar um disco usando o controlador. Alterações de jogos - Adicionado a habilidade de ordenação de jogos salvos no disco rígido do PlayStation 3. Alterações de mídia - Reprodução de arquivos de vídeo no formato AVCHD salvos na mídia Memory Stick ou no disco rígido de uma câmera de vídeo digital. Alterações de rede - Adicionado uso de emoticons em mensagens no menu Amigos. - Melhorada a velocidade do navegador. Alterações de sistema - Adicionado a habilidade de inserção de texto diretamento em campos de inserção de texto de páginas da Web usando um teclado USB. - Adicionado a habilidade de seleção de caracteres Chinês tradicional como método de inserção de texto. |
| 1.82 28 de junho de 2007                                | Alterações de mídia - Adicionado o suporte à reprodução do formato de vídeo AVC High Profile (H.264/MPEG-4 AVC). |
| 1.81 15 de junho de 2007                                | Alterações de configurações - Melhorado o método de configuração do RGB Gama completa (HDMI) em Definições de Apresentação/Configurações de exibição. Alterações de sistema - Melhorado a estabilidade da conexão de rede usada durante o jogo para alguns títulos de formato de software de PlayStation 2 que suportam jogo online. |
| 1.80 24 de maio de 2007                                 | Alterações de configurações - Adicionado a opção de Reprodução Remota/Uso remoto pela Internet. Conexão de banda larga e PSP firmware v3.50 ou posterior necessários. Alterações de disco - Adicionado a habilidade de aumentar a escala de vídeos de DVD para 1080p. - Adicionado a habilidade de reduzir a escala de vídeos de Blu-ray para 720p. - Adicionado a habilidade de reproduzir vídeos de Blu-ray de 1080p em 24Hz. - Adicionado a habilidade de editar informações de CD e enviá-las para o AMG. Alterações de jogos - Adicionado a habilidade aumentar a escala de jogos de PlayStation e PlayStation 2 para 1080p. - Adicionado a habilidade de usar anti-alias em jogos de PlayStation e PlayStation 2. - Adicionado a habilidade de copiar dados salvos(saves) de jogos de PlayStation/PlayStation 2 do PlayStation 3 para o Memory Card usando um adpatador de Memory Card. - Melhorada a compatibilidade (através de emulação) de jogos do PlayStation e Playstation 2 para modelos sem o Emotion Engine. Alterações de mídia - Adicionado a habilidade de imprimir fotos via USB. Atualmente, somente impressoras Epson selecionadas são compatíveis. - Adicionado a habilidade de aumentar/reduzir e recortar imagens. - Adicionado um novo tipo de apresentação de slides. Alterações de sistema - Adicionado a compatibilidade para DLNA. - Adicionado o suporte ao espectro de cores xvYCC. - Atualizado a versão da unidade HDMI, fornecendo correções de erros, incluindo um problema de intermitência em TVs LCD de 1080p da Westinghouse. |
| 1.70 19 de abril de 2007                                | Alterações de jogos - Adicionado a habilidade de reproduzir jogos de PlayStation baixados através da PlayStation Store. - Adicionado a funcionalidade de vibração para acessórios USB ao reproduzir jogos de PlayStation 2. - Adicionado o uso de dados salvos no formato do software de PlayStation nos sistemas PSP e PlayStation 3. - Melhorada a compatibilidade (através de emulação) de jogos do PlayStation e Playstation 2 para modelos sem o Emotion Engine. |
| 1.60 22 de março de 2007                                | Alterações de configurações - Adicionado o suporte para Reprodução Remota/Uso remoto em modelos de 20 GB. - Adicionado o suporte para teclados e mouses Bluetooth. Alterações de disco - Adicionado o suporte à reprodução de BD-RE (Blu-ray Disc regravável) ver 3.0. Alterações de jogos - Primeira versão a suportar a emulação de jogos de PlayStation/PlayStation 2 para unidades PAL. Alterações de rede - Adicionado o cliente Folding@home. - Adicionado a habilidade de realizar download em segundo plano. - Adicionado um teclado QWERTY na tela em adicição ao teclado na tela padrão do PlayStation. |
| 1.54 28 de fevereiro de 2007 Lançamento inicial europeu | Alterações de mídia - Adicionado ícones de usuário individuais a partir do menu Fotografia/Foto. Alterações de sistema - Adicionado o suporte à câmara/câmera USB. |
| 1.51 2 de fevereiro de 2007                             | Alterações de jogos Expandido o suporte à títulos de software do formato de PlayStation 2. |
| 1.50 24 de janeiro de 2007                              | Alterações de jogos Corrigido glitches gráficos em jogos de PlayStation e PlayStation 2 que poderiam causar gráficos irregulares. Alterações de sistema - Adicionado o recurso Edy (somente versão japonesa). |
| 1.32 21 de dezembro de 2006                             | Alterações de jogos - Atualizado a funcionalidade de jogar online. |
| 1.31 13 de dezembro de 2006                             | Alterações de jogos - Permitido o uso do HDD em certos jogos de PS2. - Expandido a compatibilidade de jogos de PlayStation e PlayStation 2. |
| 1.30 6 de dezembro de 2006                              | Alterações de jogos - Adicionado a compatibilidade de dispositivos USB para jogos de PlayStation 2. |
| 1.11 28 de novembro de 2006                             | Alterações de rede - Adicionado o Gestão de Contas/Gerenciamento da conta. |
| 1.10 11 de novembro de 2006 17 de novembro de 2006      | Alterações de rede - Adicionado os serviços do PlayStation Network e Reprodução Remota/Uso remoto para o modelo de 60GB. |
| 1.02 Data desconhecida                                  | Alterações de jogos - Correção de erros de compatibilidade em alguns jogos. Alterações de sistema - Inclusão de correções adicionais para erros. |

### Retirada de atualização 2.40
A versão 2.40 do software de sistema, que incluiu o recurso de execução do XMB durante um jogo e troféus do PlayStation 3, foi lançado em 2 julho de 2008, no entanto, foi retirada no mesmo dia porque um pequeno número de usuários não foram capazes de reiniciar seus consoles após a realização do atualização. A falha foi explicada por ter sido causada por certos dados administrativos do sistema contidos HDD. O problema foi corrigido na versão 2.41 do software de sistema lançado em 8 de julho de 2008.

## Formatos de média compatíveis
O PlayStation 3 é capaz de reproduzir fotos, áudio e vídeo em uma variedade de formatos. Ele também inclui várias opções de apresentação de slide e visualizações de música. A tabela a seguir lista os formatos de foto, vídeo e áudio compatíveis com o PS3:
Formatos de imagem
- JPEG[a]
- GIF[b]
- TIFF
- BMP
- PNG

Formatos de áudio
- MP3
- MP3 Surround
- WAV
- WMA[c]
- ATRAC[c]
- Audio CD
- SACD[d] (descontinuado em modelos recentes)[91]
- MP4 Audio
- MPEG-4 Parte 3
- AAC / AAC de Baixa Complexidade (desprotegido)

Formatos de vídeo
- MPEG-1 (MPEG Audio Layer 2)
- MPEG-2 PS[e] (Áudio MPEG2 Camada 2, AAC LC, AC3 (Dolby Digital), LPCM)
- MPEG-2 TS[e] (Áudio MPEG2 Camada 2)
- VC-1[c] (.wmv)
- AVCHD (.m2ts /.mts)
- AVI[109]
- DivX,[e][f] DivX VOD
- XviD[e][f]
- Motion JPEG (PCM Linear)
- Motion JPEG (μ-Law)
- Vídeo MP4
- MP4 através de AVI DivX
- MP4 SP[g]
- MP4 AVC / MP4 H.264[h]
- DVD-Video
- Formato de Vídeo BD no Blu-ray disc
- Formato de Vídeo BD no DVD-ROM

Notas:
- ↑ a Arquivos JPEG deve estar nos conformes de DCF 2.0/Exif 2.21
- ↑ b Imagens GIF que possuem movimento não são exibidas com movimentação se visualizadas através do drive de disco rígido do PlayStation 3. As imagens GIF em Movimento pode ser visualizadas com movimentação apenas online em uma página da web, através do navegador da web do PlayStation 3.
- ↑ c A reprodução de WMA/VC-1 e ATRAC deve ser habilitada manualmente em [System Settings].
- ↑ d SACD está disponível apenas nas versões de 20 GB, 60GB, 80GB Motorstorm e 80GB MGS4.
- ↑ e DivX, XviD, 3ivx e outras implementações de codec MPEG-4 Parte 2 funcionam com um simples importação para MP4. Arquivos Xvid são reconhecidos como MPEG-4 a partir da atualização de software 2.20, antes desta atualização ele são reconhecidos como arquivos DivX.
- ↑ f Arquivos de vídeo DivX protegidos contra cópia não são reproduzíveis no PlayStation 3.[110] Arquivos DivX 3.11 não são suportados a partir da versão 2.60.[64] Certos arquivos DiVX e XviD são conhecidos por não reproduzirem no PlayStation 3, mesmo sendo reconhecidos corretamente; entretanto, ao apagar os primeiros quadros negros do arquivo com um programa como Nandub o problema pode ser resolvido.
- ↑ g MPEG-4 ASP ainda não possui suporte.
- ↑ h MP4 AVC / H.264 de Perfil Principal e Perfil Elevado são suportados.
- O container Matroska (.mka /.mkv) não é reproduzido nativamente pelo PlayStation 3, mas programas como o mkv2vob ou tsmuxer podem produzir arquivos capazes de reproduzirem sem re-codificação.